# William Thurston
William Paul Thurston (ur. 30 października 1946 w Waszyngtonie, zm. 21 sierpnia 2012 w Rochester) – amerykański matematyk, specjalizujący się w topologii. Autor hipotezy geometryzacyjnej. W 1982 roku otrzymał Medal Fieldsa.